# Pete Postlethwaite
Peter «Pete» William Postlethwaite (Warrington, Cheshire; 16 de febrero de 1946-Shrewsbury, Shropshire; 2 de enero de 2011) fue un actor británico de cine, teatro y televisión.

## Biografía
Nació en Warrington, Cheshire (Inglaterra), siendo el cuarto hijo de Mary (Geraldine de soltera) y William Postlethwaite. Se formó en el St. Mary's University College, en Londres, y durante un tiempo pensó en convertirse en sacerdote. Finalmente se dedicó a la actuación, antes de lanzarse a los escenarios en la Bristol Old Vic Theatre School.
Postlethwaite comenzó su carrera en el Everyman Theatre, junto a Bill Nighy, Jonathan Pryce, Sher Antonio y Julie Walters, con quien mantuvo un romance durante la segunda mitad de la década de 1970.
Trabajó habitualmente como actor teatral, destacando su papel protagonista en la obra Scaramouche Jones. Trabajó con la compañía británica Royal Shakespeare Company y en obras como El sueño de una noche de verano o Every Man and His Humour.
Se dio a conocer internacionalmente en 1993 al interpretar a Giuseppe Conlon en la película En el nombre del padre, de Jim Sheridan. Por este trabajo fue candidato a un Óscar al mejor actor de reparto en la 66.ª edición de los premios. La película, nominada también al Óscar a la mejor película, está basada en los casos de los Cuatro de Guildford y los Siete de Maguire.
El director de cine de Hollywood Steven Spielberg le describió como "el mejor actor del mundo" después de haber trabajado con él en El mundo perdido: Parque Jurásico II y Amistad, ambas en 1997. También participó en cintas como The Usual Suspects (1995) y Romeo + Julieta (1996).
Entre sus últimas películas destacan Solomon Kane (2009), Inception (2010), The Town (2010) o Furia de titanes (2010), remake de la película de 1981 de mismo título.
En 2004 fue nombrado oficial de la Orden del Imperio Británico, y en 2006 fue nombrado doctor honoris causa de la Universidad de Liverpool.
En 2008 protagonizó la película, en clave de documental The Age of Stupid. Dicha cinta trata sobre el calentamiento global antropogénico a través de un drama con elementos documentales y algunos dibujos humorísticos. Postlethwaite hizo el papel de un anciano que habita el mundo arruinado del año 2055. Observa los reportajes del daño causado por nuestras acciones y se plantea la pregunta: «¿por qué no haber hecho nada para evitarlo?».

## Vida personal
Vivió en Shropshire, con su esposa Jacqueline Morrish, exproductora de la BBC, con quien se casó en 2003, en Chichester, Sussex. Tuvieron dos hijos: William John (n. 1989) y Lily Kathleen (n. 1996).
En 1990 le diagnosticaron cáncer testicular, que le ocasionó la pérdida de un testículo.
Falleció el 2 de enero de 2011 en Shrewsbury, Shropshire (Inglaterra), tras una lucha de dos décadas contra un cáncer de páncreas.

## Filmografía parcial
- The Racer (1975)
- Los duelistas (1977)
- Fords on Water (1983)
- A Private Function (1984)
- King David (1985)
- Number 27 (1988)
- The Dressmaker (1988)
- Conspiración para matar a un cura (1988)
- Distant Voices, Still Lives (1988)
- Hamlet (1990)
- Segundo sangriento (1992)
- The Last of the Mohicans (1992)
- Waterland (1992)
- Alien³ (1992)
- En el nombre del padre (1993)
- The Usual Suspects (1995)
- Tocando al viento (1996)
- Romeo + Julieta (1996)
- James and the Giant Peach (1996)
- Dragonheart (1996)
- El mundo perdido: Parque Jurásico II (1997)
- El beso de la serpiente (1997)
- Tocando el viento (1997)
- Entre gigantes (1998)
- Rebelión en la granja (1999)
- Los divinos Ryans (1999)
- El valor de la verdad (2000)
- Rat (2001)
- Atando cabos (2001)
- Between Strangers (2002)
- Dark Water (2005)
- El jardinero fiel (2005)
- Æon Flux (2005)
- La profecía (2006)
- Cerrando el círculo (2007)
- The Age of Stupid (2007)
- Solomon Kane (2009)
- Furia de titanes (2010)
- Inception (2010)
- The Roommate (2010)
- The Town (2010)
- Killing Bono (2011)

## Premios y distinciones
Premios Óscar
| Año  | Categoría              | Película               | Resultado |
| ---- | ---------------------- | ---------------------- | --------- |
| 1994 | Mejor actor de reparto | En el nombre del padre | Nominado  |

Otros premios
| Año  | Premio                                             | Categoría                   | Trabajo nominado                     | Resultado           |
| ---- | -------------------------------------------------- | --------------------------- | ------------------------------------ | ------------------- |
| 1994 | BAFTA TV                                           | Actor de TV                 | Martin Chuzzlewit                    | Candidato           |
| 1995 | National Board of Review Awards                    | Reparto                     | The Usual Suspects                   | Ganador             |
| 1997 | Premios Saturn                                     | Actor de reparto            | El mundo perdido: Parque Jurásico II | Candidato           |
| 1999 | BAFTA TV                                           | Actor de TV                 | Lost for Words                       | Candidato           |
| 2000 | BAFTA TV                                           | Actor de TV                 | The Sins                             | Candidato           |
| 2002 | Premios TMA (Theatrical Management Association)    | Actor                       | Scaramouche Jones                    | Candidato           |
| 2003 | Theatregoers' Choice Awards                        | Interpretación en solitario | Scaramouche Jones                    | Ganador             |
| 2010 | Premios BAFTA                                      | Actor de reparto            | The Town                             | Candidato (póstumo) |
| 2010 | Phoenix Film Critics Society Awards                | Reparto                     | Inception                            | Candidato           |
| 2010 | National Board of Review Awards                    | Reparto                     | The Town                             | Ganador             |
| 2010 | Washington DC Area Film Critics Association Awards | Reparto                     | Inception                            | Candidato           |
| 2010 | Washington DC Area Film Critics Association Awards | Reparto                     | The Town                             | Ganador             |
| 2011 | Central Ohio Film Critics Association Awards       | Reparto                     | Inception                            | Candidato           |
| 2011 | Premios de la Crítica Cinematográfica              | Reparto                     | The Town                             | Candidato           |